# Усун-Улах-Тубата
Усун-Улах-Тубата (также Усун-Уулаах-Тубата) — пресноводное озеро на северо-востоке Якутии, в Аллаиховском улусе. Расположено в пределах Индигирской низменности, к юго-востоку от озера Солунтах и юго-западу от озера Сюрюктях, в левобережье реки Хрома. Имеет сложно-лопастную извилистую форму, берега сильно изрезаны, низкие, местами заболоченные, покрытые тундровой растительностью. Несколько островов в южной части водоёма, множество плёсов, мысов и заливов. Через Усун-Улах-Тубата протекает река Урюнг-Улах, впадая на северо-западе и вытекая на северо-востоке, недалеко от впадения в протоку Тюлях реки Хрома.
Площадь озера составляет 38,4 км². Площадь водосбора — 5570 км². Общая длина озера около 14 км, максимальная ширина в южной части — около 4,4 км. Находится на высоте 0,6 м над уровнем моря.
Ближайший населенный пункт, посёлок Чокурдах, расположен примерно в 168 км к юго-востоку.